# 瓦漢突擊步槍
瓦漢（亞美尼亞語：Վահան，意為「護盾」）是由瓦漢·S·馬納西安研製的一種突擊步槍。

## 歷史
瓦漢突擊步槍最早起源於1952年，其設計師瓦漢·S·馬納西安是一名蘇聯士兵。該槍曾以MBS-2（МБС-2）的名義被蘇聯軍隊測試，在測試期間發現其彈速比AK更高，並意味著瓦漢的滲透能力比AK更勝一疇。儘管如此，此槍最終還是沒有被採用。大概是基於其使用的槓桿延遲反沖作用並不比使用長行程導氣式活塞原理的AK步槍可靠。
在1992年，設計師把瓦漢突擊步槍改為5.45×39毫米口徑並試圖向亞美尼亞軍隊推銷，但直到2009年仍未見有進展。

## 設計
瓦漢突擊步槍發射蘇聯的5.45×39毫米小口徑步槍彈，並以AK-74式的30發彈匣供彈（也能與RPK-74的45發長彈匣通用）。該槍也能對應GP-25／30下掛式榴彈發射器、刺刀和透過位於機匣左側的瞄準鏡座安裝各種瞄準鏡。該槍的保險裝置為槓桿形式，它位於扳機護環内側。與大多數的突擊步槍不同，瓦漢採用了比較少見的槓桿延遲反沖原理（具類似設計的還有法國的FAMAS）。這種設計的優點為：簡單，成本低廉，以及能減少後座力。然而它卻不比使用氣動式原理運作的槍械可靠，尤其是在惡劣環境之下。

## 另見
- AK
- AKM
- AK-74
- K-3
- K6-92

## 外部連結
- 介紹片段 （页面存档备份，存于）